# 10 kilomètres en eau libre féminin aux Jeux olympiques d'été de 2020
Navigation
Rio 2016 Paris 2024
L'épreuve féminine du 10 kilomètres aux Jeux olympiques d'été de 2020 se déroule le 4 août dans le parc marin d'Odaiba de Tokyo.

## Records
Avant la compétition, les records étaient les suivants :
| Record du monde  |                    |                       |          |      |                        |
| Record olympique | 1 h 56 min 32 s 10 | Sharon van Rouwendaal | Pays-Bas | 2016 | Rio de Janeiro, Brésil |

## Programme
Tous les horaires correspondent à l'UTC+9
| Date                 | Horaire | Manche |
| -------------------- | ------- | ------ |
| Mercredi 4 août 2021 | 06 h 30 | Finale |

## Médaillées
| Or                      | Argent                      | Bronze            |
| Ana Marcela Cunha (BRA) | Sharon van Rouwendaal (NED) | Kareena Lee (AUS) |